# Stella Bail
Stella Bail – brytyjska kolarka torowa, srebrna medalistka mistrzostw świata.

## Kariera
Największy sukces w karierze Stella Bail osiągnęła w 1958 roku, kiedy na mistrzostwach świata w Paryżu zdobyła srebrny medal w indywidualnym wyścigu na dochodzenie. W zawodach tych wyprzedziła ją jedynie reprezentantka ZSRR Lubow Koczetowa, a trzecie miejsce wywalczyła kolejna Brytyjka Kathleen Ray. Był to jedyny medal wywalczony przez Bail na międzynarodowej imprezie tej rangi. Ponieważ były to pierwsze w historii mistrzostwa, na których rywalizowały kobiety był to zarazem pierwszy srebrny medal dla Wielkiej Brytanii. Nigdy nie wystąpiła na igrzyskach olimpijskich (kobiety zaczęły rywalizację olimpijską w kolarstwie w 1984 roku). 